# Feliciano Rivilla
Pour les articles homonymes, voir Rivilla et Muñoz.
Feliciano Rivilla Muñoz est un footballeur espagnol, né le 21 août 1936 à Ávila et mort le 6 novembre 2017 à Madrid.

## Biographie
En tant que défenseur, Feliciano Rivilla fut international espagnol à 26 reprises (1960-1966) pour aucun but marqué.
Sa première sélection fut honorée le 10 juillet 1960, contre le Pérou, qui se solda par une victoire ibérique (3-1).
Il participa à la Coupe du monde de football de 1962, au Chili. Il est titulaire contre la Tchécoslovaquie, mais il ne joue pas contre le Mexique, ni contre le Brésil. L’Espagne est éliminée dès le premier tour.
Il participe à l’Euro 1964. Il joua la demi-finale contre la Hongrie, en tant que titulaire. En finale, contre l’URSS, il est titulaire, et après l’égalisation soviétique à la 8e minute, Feliciano Rivilla, rapide et intelligent, et l'opiniâtre Khusainov se livrent un duel fascinant dans le match. L’Espagne remporte le match et il devient champion d’Europe 1964 et fait partie de l’équipe de tournoi à l’Euro 1964.
Il participa à la Coupe du monde de football de 1966. Il ne joue pas aucun match dans ce tournoi. L’Espagne est éliminée dès le premier tour.
Il joua dans 4 clubs : le Real Ávila CF, le Real Madrid Castilla, le Rayo Vallecano et l’Atletico Madrid. Il remporta une Liga en 1966 et trois coupes d’Espagne (1960, 1961 et 1965), une Coupe Mohamed V en 1965 et une Coupe d'Europe des vainqueurs de coupe de football en 1962, finaliste l'année suivante avec l’Atletico Madrid. Avec les autres, il ne remporta rien.

## Clubs
- 19..-1955 : Real Ávila CF
- 1955-1956 : Real Madrid Castilla
- 1956-1958 : Rayo Vallecano
- 1958-1968 : Atletico Madrid

## Palmarès
- Championnat d'Europe de football

- - Vainqueur en 1964
- Championnat d'Espagne
  - Champion en 1966
  - Vice-champion en 1961, en 1963, en 1965
- Coupe d'Espagne
  - Vainqueur en 1960, en 1961 et en 1965
  - Finaliste en 1964
- Coupe Mohamed V
  - Vainqueur en 1965
- Coupe d'Europe des vainqueurs de coupe de football
  - Vainqueur en 1962
  - Finaliste en 1963